# NGC 6879
NGC 6879 – mgławica planetarna położona w gwiazdozbiorze Strzały. Została odkryta 8 maja 1883 roku przez Edwarda Pickeringa.
Obiekt ten wygląda jak gwiazda nawet przy dużym powiększeniu teleskopu. By dostrzec jego prawdziwą naturę należy użyć specjalnych filtrów (np. OIII), które blokują prawie całe światło, oprócz tego emitowanego przez gaz w chmurach międzygwiazdowych.